# 下鲁夫拉塞多
鲁夫拉塞多德亚瓦霍，是西班牙卡斯蒂利亚-莱昂布尔戈斯省的一个市镇。总面积39平方公里，总人口39人（2001年），人口密度1人/平方公里。